# Куликов, Всеволод Всеволодович
Куликов Всеволод Всеволодович (1939—2017) — российский и советский экономист, доктор экономических наук, профессор, Заслуженный деятель науки Российской Федерации, сторонник современного марксизма.

## Биография
После окончания средней школы в городе Омске обучался на экономический факультет Московского государственного университета им. М. В. Ломоносова 1956—1961 гг. Получил специальность экономиста, преподавателя политической экономии. Начал свою трудовую деятельность в Горьковском государственном университете, после защиты кандидатской диссертации с 1966 г. стал работать в Москве в МГУ им. М. В. Ломоносова на кафедре политической экономии (Зав. кафедрой д. эк. н., проф. Н. А. Цаголов). В 1977 году в 38 лет защитил докторскую диссертацию, в 1980 году ему присвоено ученое звание профессора.
В. В. Куликов был организатор отечественной науки, руководил научными коллективами лаборатории и кафедры, научно-исследовательскими институтами.
В 1978—1981 гг. был заведующим проблемной научно-исследовательской лабораторией экономического факультета МГУ им. М. В. Ломоносова;
1981—1987 гг. — заместитель директора Института экономики АН СССР;
в 1987—1989 гг. — руководитель кафедры политэкономии Академии общественных наук;
1989—1991 гг. — заведующий сектором политической экономии в ЦК КПСС;
1992—1994 гг. — директор Института новых хозяйственных структур и приватизации Российской академии управления;
1995—2002 гг. — директор Института труда (НИИ труда) Минтруда России;
2002—2017 гг. — директор по науке (первый заместитель директора) НИИ труда и социального страхования Минтруда России;
2000—2002 гг. был экспертом Федерального собрания РФ и членом экспертно-консультационного совета при Председателе Счетной Палаты РФ.
В течение ряда лет возглавлял экспертный совет ВАКа по экономическим специальностям. Многие годы был Председателем диссертационного совета по защите докторских и кандидатских диссертаций при НИИ труда и социального страхования, являлся членом диссертационного совета при ИЭ РАН. Долгие годы был председателем научной секции по политической экономии в Доме ученых РАН.
В. В. Куликов был действительным членом Академии социальных наук, Международной славянской академии, Академии социального образования, Председателем редакционного совета «Журнала для акционеров», членом редколлегии «Российского экономического журнала», журнала «Экономика устойчивого развития», «Вестника НИИ труда» и других.

## Научная деятельность
Профессор Куликов В. В. внес существенный вклад в развитие экономической теории, ее методологии, собственности, переходных экономических форм, товарно-денежных отношений, экономических противоречий и интересов. В новой России активно вел исследования в области социальной политики, а также концептуальных проблем реформирования общества, развития крупных корпоративных структур, «теневой экономики», социальной политики. Под его руководством успешно защищено свыше 60 диссертаций на соискание степени кандидата экономических наук и около 30 — доктора экономических наук (по специальностям 08.00.01, 08.00.05). Автор более 600 работ (ряд работ переведены за рубежом — в Германии, Японии, Англии, Чехии, Словакии, Польши, Болгарии, Вьетнама.

## Награды
Почетное звание «Заслуженный деятель науки Российской Федерации» (1999), медали «Дружба» (Вьетнам, 1979), «В память 850-летия Москвы» (1999), медаль Международной академии наук о природе и обществе «За заслуги в деле возрождения науки и экономики России» (1999), награжден Почетными грамотами Министерства труда и социального развития Российской Федерации (1998, 2009).

## Основные работы
- «Становление и развитие социалистических производственных отношений: Очерки теории и методологии» (1978);
- «Экономические противоречия социализма. Характер и формы разрешения» (1986);
- «Экономика: вектор обновления» (1990);
- «Экономические основы демократизации общества» (1995);
- «Теневая экономика в России: иной путь и третья сила» (1997);
- «Современная экономика труда» /Руководитель авторского коллектива. Введение (2002);
- Трудовой Кодекс Российской Федерации. Постатейный научно-практический комментарий / Руководитель авторского коллектива. Отдельные разделы. Три издания. (2004, 2006, 2007).

Наиболее цитируемые статьи:
- Куликов В. В., Роик В. Д. Социальная политика как приоритет и приоритеты социальной политики // Российский экономический журнал. 2005. № 1. С. 3-17.
- Куликов В. В. О «болевых точках» социально-экономического развития России// Российский экономический журнал. 2009. № 1-2. С. 3-16.
- Куликов В. В. Нынешняя модель глобализации и Россия // Российский экономический журнал. 2011. № 6. С. 20-31.

## Семья
Жена Куликова Галина Григорьевна (1934—1999), дочь Татьяна (1963 г.р.) и Екатерина (1976 г.р.)